# Ernst Daniel August Bartels

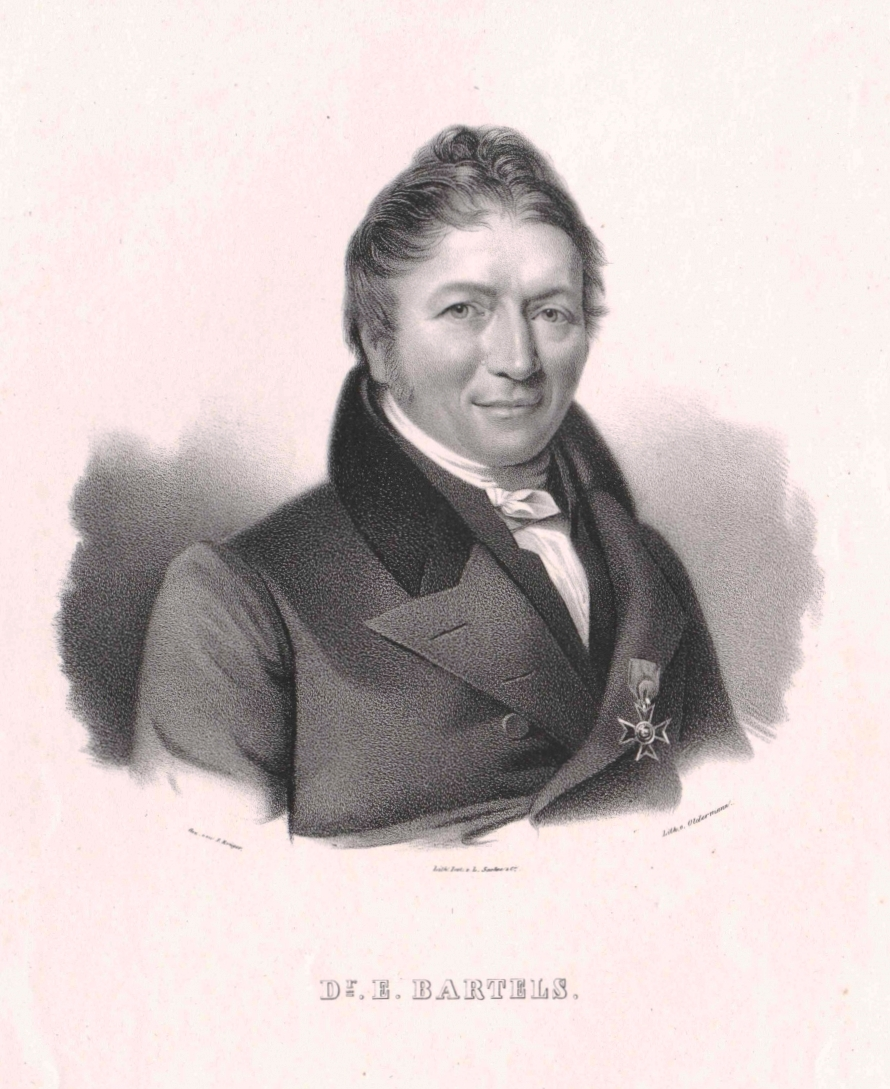
Ernst Daniel August Bartels, Stich von Friedrich Oldermann nach Franz Krüger

Ernst Daniel August Bartels (* 26. Dezember 1778 in Braunschweig; † 4. Juni 1838 in Berlin) war ein deutscher Mediziner.

## Leben
Der älteste Sohn des Theologen und Vizekonsitorialpräsidenten August Christian Bartels besuchte zunächst das Katharineum sowie ab 1796 das Collegium Carolinum und das Anatomisch-Chirurgische Institut in Braunschweig, ehe er in Jena Medizin studierte und 1801 dort promoviert wurde. Im Jahr 1802 war er als Arzt in Braunschweig niedergelassen. 1803 habilitierte er sich in Helmstedt und wurde dort außerordentlicher Professor für Anatomie und Physiologie sowie Vorstand der anatomischen Anstalt. 1805 wurde er Professor für Medizin und Geburtshilfe in Erlangen und Direktor der Entbindungsanstalt. Laut Angaben im Braunschweigischen Biografischen Lexikon blieb er bis zur Auflösung an der Universität Helmstedt und wechselte 1810 als ordentlicher Professor an die Universität Marburg, wo er zugleich Direktor des Anatomischen Theaters wurde.
Ab 1811/1812 war Bartels Professor der Physiologie und Direktor der Medizinischen Klinik in Breslau. 1816/17 war er Rektor der Universität Breslau. 1821 kehrte er als Professor für Pathologie und Therapie nach Marburg zurück und wurde dort Direktor des Medizinisch-Klinischen Instituts und Hospitals. Er hielt dort Vorlesungen über Anatomie, Anthropologie, Osteologie, Pathologie, Physiologie, Syndesmologie, Therapie und allgemeine Biologie sowie über Celsus und Hippokrates von Kos. Ab 1823/1824 war er auch Prorektor der Universität.
1828 wurde er Direktor der Universitätsklinik in Berlin und Mitglied der wissenschaftlichen Deputation für das Medizinalwesen. Er war zudem Geheimer Medizinalrat.
Bartels war von naturphilosophischen Strömungen geprägt, die sich in seinen Schriften niederschlugen. Er war mehr Gelehrter als praktischer Arzt, was seinen Stand am Universitätsklinikum in Berlin erschwerte. Er veröffentlichte beispielsweise Bücher über den damals vieldiskutierten Animalischen Magnetismus und 1806 eine Verteidigung der Phrenologie von Franz Joseph Gall.

## Schriften
- Grundlinien einer neuen Theorie der Chemie und Physik. Nach der Erfahrung entworfen. Helwing, Hannover 1804. (Digitalisat)
- Physiologie der menschlichen Lebens-Thätigkeit. Ein Lehrbuch für akademische Vorlesungen. Craz und Gerlach, Freyberg 1809. (Digitalisat)
- Anthropologische Bemerkungen über das Gehirn und den Schädel des Menschen, mit beständiger Beziehung auf die Gall´schen Entdeckungen. Oehmigke, Berlin 1806. (Digitalisat)
- Systematischer Entwurf einer allgemeinen Biologie. Wilmans, Frankfurt am Main 1808. (Digitalisat)
- Grundzüge einer Physiologie und Physik des animalischen Magnetismus. Varrentrapp, Frankfurt am Main 1812. (Digitalisat)
- Anfangsgründe der Naturwissenschaft. 2 Bände. Barth, Leipzig 1821/1822. (Digitalisat)
- Ueber innere und äußere Bewegung im Pflanzenreiche und Thierreiche; und insbesondere über Ersatz der äußeren durch innere oder chemische: mit Rücksicht auf Gestaltungsverschiedenheit. Krieger, Marburg 1828.
- Pathogenetische Physiologie, oder die physiologische Hauptlehren in ihrer Anwendung auf die Krankheitslehre. Krieger, Kassel/Marburg 1829. (Digitalisat)
- Grundzüge einer speciellen Pathologie und Therapie der orientalischen Cholera, als Leitfaden für praktische Aerzte zu einer den Verschiedenheiten des Ganges, Grades und übrigen Verhaltens der Krankheit angemessenen Behandlung. Mittler, Berlin/Posen/Bromberg 1832. (Digitalisat)
- Die gesammten nervösen Fieber, in sich begreifend die eigentlichen Nervenfieber nebst den Fieberseuchen und Wechselfieber theoretisch untersucht und praktisch abgehandelt. Einleitung, Uebersicht mit Tabellen, Pathogenie. 2 Bände. Rücker & Püchler, Berlin 1837/1838. (Digitalisat Band 1), (Band 2)